# Bensbyn
Bensbyn er en svensk landsby i Luleå kommun i Norrbottens län i landskabet Norrbotten. I 2010 havde landsbyen 448 indbyggere. Bensbyn ligger cirka ti kilometer nord for Luleå.
Bensbyn var oprindeligt et landsbrugssamfund. I dag bor der mange pendlere i landsbyen. De fleste erhvervsaktive arbejder i Luleå.

## Slægten Benzelius
Ærkebiskop Erik Benzelius den ældre (1632 – 1709) var født og opvokset i Bensbyn. Han hed oprindeligt Erik Henriksson, og han var søn af bonde, sognefoged og sandemand Henrik Jakobsson. Som voksen tog han navn efter sin hjemby ved den Botniske Bugt. (På latin: Ericus Henrici Benzelius Bothniensis.)
Erik Benzelius fik syv sønner og to døtre.
Tre af hans sønner (Erik Benzelius den yngre, Jacob Benzelius og Jacob Benzelius) blev også ærkebiskopper. To af hans sønnesønner (Carl Jesper Benzelius og Lars Benzelstierna den yngre) blev biskopper.
Erik Benzelius's øvrige fire sønner blev adlede under navnet Benzelstierna. Erik Benzelius den ældre fik også selv tilbudt en adelig titel, men han afslog tilbuddet. De samme gjorde de tre sønner, der var gået i kirkens tjeneste. Benzelstierna blev en finsk og svensk adelsslægt.
Den ældste datter Margareta Benzelia blev gift med Olaus Nezelius, biskop i Gøteborg, mens den yngre datter Christina Benzelia blev gift to gange. Begge hendes mænd blev adlede.
65°38′30″N 22°14′32″Ø / 65.641791°N 22.242268°Ø